# Formigueiro-do-nordeste
Formigueirinho-de-bico-fino ou formigueiro-do-nordeste (Formicivora iheringi) é uma espécie de ave da família Thamnophilidae.
É endémica do Brasil.
Os seus habitats naturais são: florestas secas tropicais ou subtropicais e regiões subtropicais ou tropicais húmidas de alta altitude.
Está ameaçada por perda de habitat.